# Gino Giacomini
Gino Giacomini (Borgo Maggiore, 27 dicembre 1878 – Città di San Marino, 19 dicembre 1962) è stato un politico e insegnante sammarinese.

## Biografia
Nacque a Borgo Maggiore nel 1878 da Giuditta Caimi, di origine marchigiana, e dal sammarinese Remo Giacomini, di una famiglia originaria di Poggio Berni, in Romagna, già dal XVIII secolo a San Marino. Suo nonno Remo combatté con Garibaldi nella battaglia di Mentana nel 1867. Frequentò fino alla terza elementare la scuola di Borgo Maggiore e la quarta e la quinta a Città di San Marino. Frequentò poi la prima ginnasiale, ma fu rimandato in due materie e così il padre incominciò a farlo lavorare nel proprio caffè.
All'età di dieci anni incontrò per caso a Città di San Marino il socialista Andrea Costa. Diventò poi barbiere, ma approfondì sempre di più le sue conoscenze sul socialismo e anche sul marxismo. Nel 1897 superò l'esame da privatista per entrare nella scuola normale. Si recò quindi a studiare alle scuole magistrali di Urbino e si diplomò come maestro elementare. Nel 1898 stampò ad Urbino il quotidiano socialista "1º Maggio", da diffondere in repubblica; poi scrisse articoli sul "Risveglio" di Forlì e sull'Avanti!, con cui collaborò fin dalla fondazione nel 1896. Ritornò da Urbino nel 1900.  Incominciò la sua carriera di insegnante a Morciano di Romagna, dove sostituì un anziano insegnante. Poi insegnò a Montelabbate, presso Pesaro, dove entrò in contatto con i socialisti locali. Nel settembre 1902 partecipò per conto dei socialisti sammarinesi al VI congresso del Partito Socialista Italiano ad Imola, dove votò la mozione riformista di Filippo Turati e Claudio Treves. Sempre nello stesso anno tornò a San Marino, dove insegnò nella scuola elementare di Borgo Maggiore; venne poi promosso e insegnò alle scuole elementari di San Marino città.
Fondò un comitato per fare riforme istituzionali che portarono al famoso Arengo del 1906, a cui non poté partecipare perché non era un capofamiglia. Negli stessi anni frequentò un corso di perfezionamento per l'insegnamento a Bologna e nel giugno 1910 ottenne un secondo diploma. Sempre nel 1910 sposò con rito civile a Verucchio,  Anita Amati, dato che a San Marino c'era solo quello religioso. Non ottenne, per le sue idee politiche, la carica di direttore didattico di San Marino ed andò a lavorare altrove, prima a Fiesso Umbertiano (RO) e poi ad Argenta (FE). Nel 1913 venne ufficialmente istituita la carica di direttore didattico di San Marino e Giacomini venne richiamato a ricoprire la carica. Sempre nel 1913 venne nominato al Consiglio Grande e Generale. Nel 1918, grazie al suo impegno, venne aperta una scuola di arti e mestieri.
L'ascesa del Partito Fascista Sammarinese e delle squadracce fasciste lo portarono il 14 ottobre 1922 a fuggire a Roma con alcuni amici socialisti e la famiglia. Venne quindi licenziato da direttore didattico e trovò lavoro alla Cooperativa Marittima Garibaldi di Genova, dove venne assunto il 2 giugno 1923. Malmenato da una squadraccia fascista il 2 gennaio 1924, decise il mese dopo di tornare a Roma. Nel 1926 diventò impiegato presso una società di tiro a volo e poi presso una ditta di polveri da sparo. Nonostante tutto, rimase con molti debiti, che lo costrinsero a vendere la casa di Borgo Maggiore.
Il 28 luglio 1943, con la caduta del Partito Fascista Sammarinese, tornò in repubblica e riorganizzò i sindacati, fondando e diventando segretario della Confederazione Sammarinese del Lavoro; rifondò inoltre il Partito Socialista Sammarinese, di cui divenne segretario. L'11 marzo 1945 venne eletto al Consiglio Grande e Generale, per la seconda volta, nelle prime elezioni libere dopo 20 anni di fascismo.
Venne nominato Segretario di stato per gli affari esteri e politici, ruolo che ricoprì fino ai fatti di Rovereta del 1957. A seguito dei fatti di Rovereta venne condannato a sette anni di carcere e ad una ammenda pecuniaria. La sentenza non fu eseguita, ma gli furono tolti tutti i diritti civili e politici. Dal 1957 si ritirò quindi a vita privata. Morì nel 1962.